# Heimenhofen (Adelsgeschlecht)

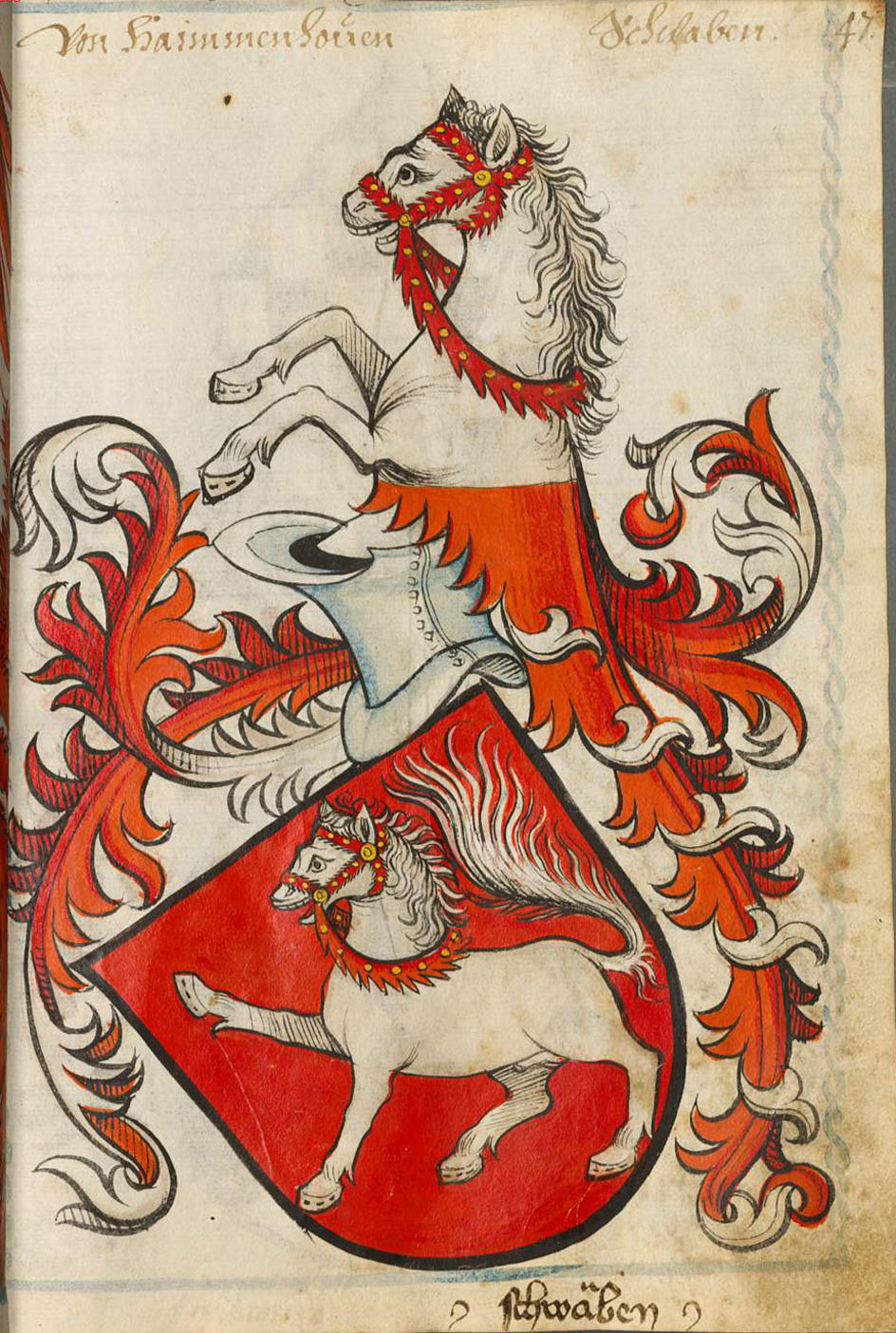
Wappen der Heimenhofer

Heimenhofen bzw. Haimenhofen war der Name eines aus Heimhofen im Westallgäu stammenden schwäbischen Adelsgeschlechts.

## Geschichte
Im Jahr 1258 wird mit Helnhart de Haiminhoven als Zeuge in Weißenau erstmals ein Heimenhofer erwähnt. Weitere Erwähnungen sind ein von Haimenhoffen, der 1311 Zeuge beim Verkauf von Staufen ist und 1314 Zeuge beim Verkauf eines Gutes in Wolmuts an das Kloster Mehrerau. 1325 war dieser Zeuge beim Verzicht derer von Kirwang auf Güter in Gessertshausen, die an die Domkirche Augsburg gingen. 
Marquard von Heimenhofen wird mit der Stiftung eines Jahrtags nach Grünenbach 1346 als erster Heimenhofener bei vollem Namen genannt. Er besaß wenig Grund und viel Barvermögen. Nach seinem Tod kauften seine Söhne Oswald und Marquard im Jahr 1351 für 2040 Pfund Pfennige Konstanzer Münze den südlichen Teil der Herrschaft Rettenberg von Adelheid von Waldburg. Sie verlegten ihren Sitz von Heimhofen auf Burg Burgberg. 1359 gaben sie Tannberg und Mittelberg auf. Im Jahr 1361 teilten sie das Gebiet auf. Die Herrschaft Heimenhofen zu Burgberg ging an Marquard und die Herrschaft Heimenhofen zu Berghofen an Oswald. Oswald begann mit dem Bau seiner neuen Burg Fluhenstein.
Benz von Heimenhofen zu Hohentann kaufte 1413 die Herrschaft Hohentann und teilte mit seinem Bruder Ulrich den Besitz. Benz bot den Herzögen Willhelm lll. und Ernst seine Dienste an und 1407 gegen die Appenzeller. 1417 wurde sein Besitz gepfändet. Nach seinem Tod standen seine Söhne Hans, Rudolf und Ärginger unter Vormundschaft seines Bruders Ulrich von Heimenhofen zu Berghofen. Gemeinsam stellten sie sich 1427 den bayerischen Herzögen zur Verfügung.
Mit dem kinderlosen Tod von Heinrich, Melchior und Hieronymus erlosch 1498 die Linie der Heimenhofen zu Hohentann-Linie im Mannesstamm. Käufer der verbliebenen Güter waren unter anderem die Isnyer Familie Messnang, die Laubenberger und der Deutsche Orden.

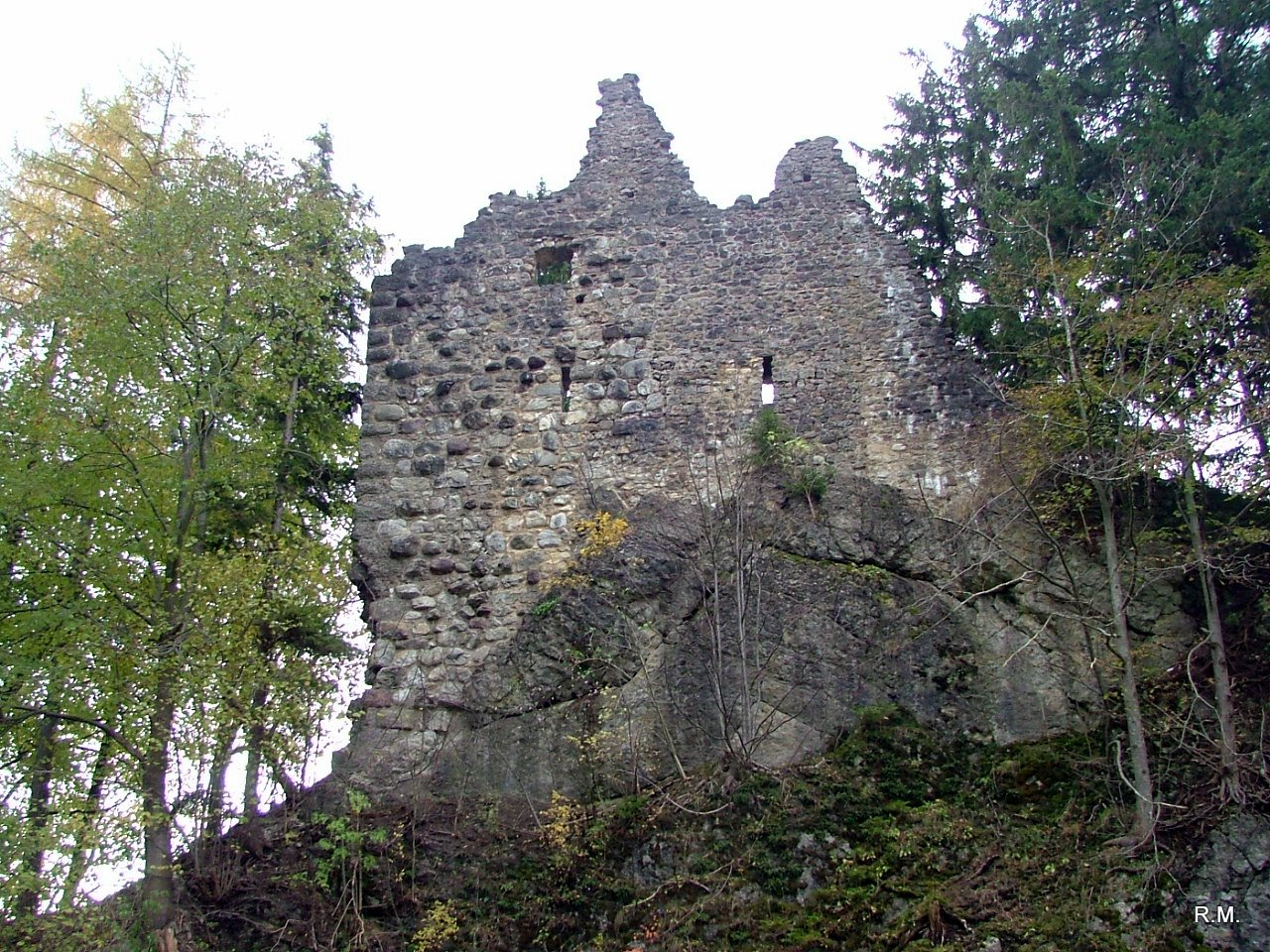
Burg Heimenhofen
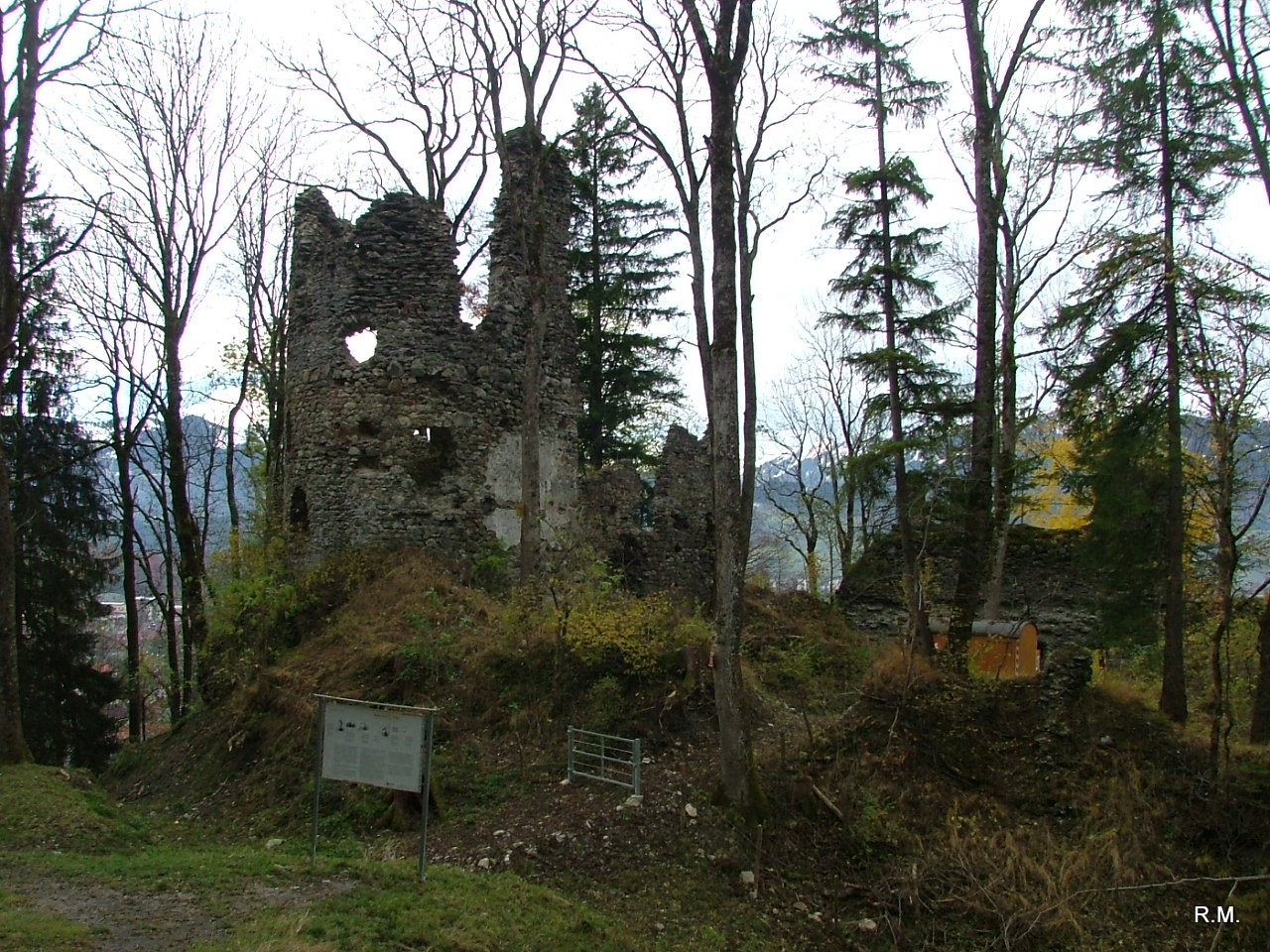
Burg Fluhenstein

## Stammtafel (Auszug)
1. Marquard († 1350) ⚭ Elisabeth von Ellhofen
  1. Oswald ⚭ Adelheid von Rosenberg (aus Herisau)
    1. Elsbeth
    2. Berthold („Benz“, † 1420)
      1. Hans ⚭ Anna von Schellenberg
        1. Jörg
        2. Ottilia, Kloster Zabern
        3. Verena, Kloster Baindt
        4. Anna, Kloster Lindau
        5. Elsbeth († 1514), ab 1480 Äbtissin in Edelstetten
        6. Margareta
        7. Heinrich
        8. Melchior
        9. Hieronymus († 1498)
        10. Barbara
        11. Amalia ⚭ Junker Hans von Dankertsweiler

      2. Rudolf
      3. Ärginger (auch Erkinger, † 1451) ⚭ Elsbeth von Stein

    3. Ulrich
      1. Hans

  2. Marquard († 1381)